# Vladimir Sokolov
Vladimir Vladimirovitj Sokolov (ryska: Владимир Владимирович Соколов), född den 29 augusti 1962, är en rysk före detta roddare.
Han tog OS-brons i åtta med styrman i samband med de olympiska roddtävlingarna 1996 i Atlanta.